# Battletoads (Game Boy)
Battletoads экшн игра, первоначально выпущенная Rare в 1991 году исключительно для Game Boy портативной игровой консоли от Nintendo. Несмотря на то же название, что и в оригинальной игре. Battletoads для Game Boy — совершенно другая игра с другими уровнями. Она никогда не была перенесена на другие системы.

## Геймплей
Игрок управляет Зитцем, и эта игра только для одного игрока. Зитцу даётся три жизни, и три продолжения. Игровой процесс представляет собой смесь боев с прокруткой и различных гонок на транспортных средствах, занимающих до восьми этапов (девять, если включить также финальный поединок). Как и в случае с оригинальными «Battletoads», игру для Game Boy, как известно, сложно пройти, требуя быстрых рефлексов, запоминания препятствий и терпения. Тем не менее, есть много различий в уровнях, и они различаются по сложности при столкновении с врагами или препятствиями.
Почти каждый этап заканчивается битвой против босса. Это также одна из двух игр в серии «Battletoads», в которой «Жабам» не нужно противостоять самой Тёмной Королеве, хотя она всё ещё насмехается над игроком в заставках перед уровнями, аналогично другим играм данной в серии.

## Сюжет
После перерыва в приключениях боевые жабы Раш, Зитц и Пимпл проводят некоторое время в системе Лост Вега. Жабы оказываются очарованными экзотической танцовщицой, но попадают в засаду, когда танцовщицей оказалась сама Тёмная Королева. Во время последующей битвы Раш и Пимпл попадают в плен и их отправляют на планету Армагеддон, а Зитц успешно сбегает на космический корабль Стервятник профессора Бёрда. Теперь Зитцу предстоит самому отправиться на боевое задание и спасти своих товарищей.
С помощью кратких подсказок от профессора, а также получая насмешки от самой Тёмной Королевы, Зитц ведёт войну в одиночку против сил Тёмной Королевы на планете Армагеддон, которая в конечном итоге завершается жестокой схваткой с безумным Робо Манусом. После его поражения Зитцу удается спасти Раша и Пимпла, и трое возвращаются на космический корабль Стервятник вместе с профессором. Хотя Тёмная королева и не противостояла боевым жабам, она тем не менее вновь клянется героям, что вернется и отомстит.

## Релиз
Игра была выпущена в Северной Америке в ноябре 1991 года, под издательством Tradewest, и в Европе в течение 1992 года, под издательством Nintendo. Оба этих релиза имеют одинаковую обложку, как у версии Battletoads для NES. Игра была выпущена в Японии 7 января 1994 года, под издательством NCS спустя много лет после её западных выпусков. Японская версия изображает ту же обложку, что и японская версия «Battletoads in Battlemaniacs», которая была выпущена в Японии в тот же день.

## Критика
«GameRankings» дал версии «Battletoads» для Game Boy рейтинг 77,67 %, основываясь на трёх рецензиях. Японский игровой журнал «Famitsu» дал игре 18 баллов из 40.